# 王羽喋血案
王羽喋血案是台灣電影武打巨星王羽於1976年至1981年間，所直接參與「杏花閣血案」、「天廚餐廳喋血事件」、「法庭大厦血案」等三件竹聯幫與四海幫之間的黑幫嚴重暴力事件，並且因為電影巨星牽涉黑幫鬥爭而話題性十足，這些事件被媒體大篇幅報導而受到社會高度關注。同時因為竹聯幫與四海幫勢力日漸增長，兩幫派多次引發街頭鬥毆、傷害、槍擊等事件，造成嚴重的社會治安問題，因此備受台灣當局嚴厲打擊。

## 幫派背景
成立於1954年的「四海幫」與成立於1957年的「竹聯幫」，兩幫成立初期皆是以外省人為主的幫派，因背景及地緣關係兩幫派人馬在成立初期就已經為了地盤利益爭鋒多年，發展至1970年代兩幫派已經嚴重影響台灣社會治安。
兩幫派基於幫派成立以來的新仇舊恨，以及牽涉犯罪的非法利益問題，多次引發社會事件而引起治安動盪，也使台灣政府當局及情治單位多次針對兩幫派進行監控及掃黑行動。

## 杏花閣血案

### 經過
1976年4月23日，王羽於台北市大同區民生西路的「杏花閣大酒家」宴請香港永盛電影公司創辦人向華強及香港友人陳柏裕、廖建法等人，酒宴席間包含竹聯幫份子「青蛇」鄧國灃、陳功、關壯飛、「小唐」唐松雄等人。酒酣耳熱之際王羽一行人欲將酒家女花名「貴妃」的王秀華帶出場，但是因為王秀華表示尚有其它顧客在場，因此不願意跟隨王羽出場，遭王羽認為不給面子怒摔酒杯斥責而引發爭執。
同時也在杏花閣飲酒的四海幫份子邱文祥、高文樟、陳信仁等人，為了替「貴妃」王秀華出氣，兩派人馬於杏花閣二樓談判。談判期間一言不合雙方大打出手，竹聯幫份子「青蛇」鄧國灃拿起短刀，將四海幫份子邱文祥、高文樟殺傷，同時竹聯幫份子關壯飛則以義大利製的掌心雷小手槍擊傷四海幫份子陳信仁的額頭。

### 後續
事件因知名電影巨星牽涉黑幫鬥爭，新聞話題性十足而被媒體以「杏花閣酒家兇殺案」為題大篇幅報導，備受社會關注。警方同時對竹聯幫與四海幫份子進行查緝。王羽離境至香港逃避查緝，最後遭法院判刑有期徒刑五個月，經易科罰金結案。而竹聯幫份子「青蛇」鄧國灃則潛逃美國，關壯飛逃逸後遭逮捕，及「小唐」唐松雄投案遭判刑入獄。

## 天廚餐廳喋血事件

### 經過
1980年間，四海幫幫主「偉民」劉偉民開設賭場並邀請王羽前往捧場，王羽應邀前往賭場賭博當場輸了一百萬元新台幣。劉偉民事後再邀約王羽捧場，但是王羽認為已經賭輸一百萬元捧過場不肯再前往，加上四海幫毛姓成員從中挑釁，因而激怒了劉偉民認為王羽不給面子，雙方為此結怨，王羽住家兩度遭到丟擲瀝青及電話恐嚇。
1981年1月10日中午時分，王羽於台北市中山區南京西路「天廚餐廳」四一一號房宴客，遭到於現場埋伏的于允中、王國和、陳叔寧、胡文義以及綽號「小強」等五名四海幫份子，持扁鑽及開山刀圍殺，王羽遭砍七刀身受重傷下逃離現場，因傷勢嚴重大量失血，隨即被送往台北市中山區林森北路的慶生醫院急救。王羽擔心住院期間再遭四海幫尋仇暗殺，住院八日後便離開醫院，並向竹聯幫幫主「鴨霸子」陳啟禮尋求幫助保命。
竹聯幫為王羽出頭而召開會議，王羽在會議上堅持以「江湖事、江湖了」的方式解決，表示在天廚餐廳受到四海幫份子圍殺並逃離現場時，撞見四海幫幫主劉偉民的親信劉鐵球位於現場，認為是劉鐵球在現場指揮四海幫眾圍殺王羽，因此王羽認為自己被砍傷七刀，依江湖規矩要回報劉鐵球十四刀。會議之後竹聯幫份子先是伏擊在此事件從中挑釁的四海幫毛姓成員，將其砍成重傷後，並經過三個月的跟蹤及埋伏，於同年4月間逮到機會再次殺向四海幫份子劉鐵球，導致劉鐵球遭砍殺十四刀重傷造成身體部份殘疾。

### 後續
因竹聯幫與四海幫之間的復仇事件越演越烈，兩幫派互有死傷造成社會紛擾不安，並經媒體大幅報導後再次引起社會輿論，台灣當局再次針對竹聯與四海兩幫派進行嚴厲的掃黑及緝捕行動。被視為此事件開端的教唆者四海幫幫主「偉民」劉偉民，以及相關的四海幫及竹聯幫份子因而被警方逮捕入獄。

## 法庭大廈血案

### 經過
四海幫大老「大寶」陳永和為了協調王羽將天廚餐廳案件從寬處理，請「飛鷹幫」份子劉台生出面做為中間人與王羽私下洽談，劉台生卻遭王羽戲弄，因此四處大罵「王羽是個不講義氣的戲子」等語，惹怒王羽揚言用40萬元買下劉台生的一條腿，雙方因此再度結下恩怨。
1981年5月8日，王羽為了「天廚餐廳事件」所引發的一連串傷害事件，前往台北地方法院開庭審議，竹聯幫為避免王羽遭到四海幫暗算，便由竹聯幫份子「么么」黃少岑、董樹寶、陳智、「小胖」張照宇、段國慶等六人，擔任保鑣護送王羽前往法院開庭。
同日上午10時，開庭審理期間竹聯幫及四海幫份子皆到場旁聽，於中途休庭時間，飛鷹幫份子劉台生於台北地方法院內的法庭大廈迴廊與王羽洽談，並要求王羽私下和解。劉台生強勢態度引起在場的竹聯幫份子不滿，雙方一言不合發生衝突，劉台生為避免遭竹聯幫份子圍堵逃至一樓法警室，隨即遭到追殺而來的竹聯幫陳智、張照宇等人，持預藏的扁鑽往劉台生身上猛刺造成重傷，使得法警室內外血跡斑斑，引起軒然大波。

### 後續
王羽及竹聯幫份子隨即遭到法警逮捕，因在政府機關台北地方法院發生黑幫暴力事件，新聞媒體以「法庭大廈喋血」、「竹聯幫藐視法庭」等標題大篇幅報導震驚社會，引發台灣社會各界譁然並且譴責黑幫。王羽因此案被認為教唆行兇而遭法院判刑，一審被判刑處有期徒刑二年六月，二審減為有期徒刑八個月，最終因為沒有積極證據足以證明王羽教唆行兇，獲判無罪。竹聯幫「么么」黃少岑、陳智等人因此案因傷害及殺人未遂入獄遭法院判刑最終入獄兩年。